# Eumerus ruficornis
Eumerus ruficornis is een vliegensoort uit de familie van de zweefvliegen (Syrphidae). De wetenschappelijke naam van de soort is voor het eerst geldig gepubliceerd in 1822 door Meigen.